# U-21-Fußball-Europameisterschaft 1998
Die 14. U-21-Fußball-Europameisterschaft wurde von Spanien gewonnen. Es war der zweite Sieg für die Iberer. Titelverteidiger Italien scheiterte in der Qualifikation. Deutschland belegte Platz fünf. Die Endrunde wurde in der Zeit vom 23. bis 31. Mai 1998 in Rumänien ausgetragen. Der spanische Torhüter Francesc Arnau wurde als goldener Spieler des Turniers ausgezeichnet.

## Finalrunde

### Viertelfinale
|              |   |              |     |
| 23. Mai 1998 |   |              |     |
| Deutschland  | – | Griechenland | 0:1 |
| Niederlande  | – | Rumänien     | 2:1 |
| 24. Mai 1998 |   |              |     |
| Spanien      | – | Russland     | 1:0 |
| Norwegen     | – | Schweden     | 1:0 |

### Halbfinale
|              |   |              |           |
| 26. Mai 1998 |   |              |           |
| Niederlande  | – | Griechenland | 0:3       |
| 27. Mai 1998 |   |              |           |
| Norwegen     | – | Spanien      | 0:1 n. V. |

### Spiel um Platz 3
|              |   |             |     |
| 31. Mai 1998 |   |             |     |
| Norwegen     | – | Niederlande | 2:0 |

### Finale
|              |   |              |     |
| 31. Mai 1998 |   |              |     |
| Spanien      | – | Griechenland | 1:0 |

Die Siegerelf: Arnau – Lopez, Rekarte, Guerrero, Garcia Calvo, Roger (Guti) – Vales, Felipe, Ito, Benjamin (Angulo) – Valeron (Victor), Ivan Perez
Ivan Perez erzielte das Siegtor.

## Platzierungsrunde
|          |   |             |          |
| 26. Mai  |   |             |          |
| Rumänien | – | Deutschland | 0:1 n.GG |
| 27. Mai  |   |             |          |
| Russland | – | Schweden    | 0:2      |

Spiel um Platz 7
|          |   |          |     |
| 29. Mai  |   |          |     |
| Russland | – | Rumänien | 2:1 |

Spiel um Platz 5
|             |   |          |     |
| 29. Mai     |   |          |     |
| Deutschland | – | Schweden | 2:1 |

Deutschland spielte mit: Simon Jentzsch – Frank Baumann – Christian Fährmann, Mustafa Doğan, Thomas Cichon – Torsten Frings, Michael Ballack, Danny Schwarz – Lars Ricken – Markus Schroth (Thomas Brdarić), Kai Michalke (Lars Müller)
Brdaric, Frings / Åslund erzielten die Tore.

## Schiedsrichter
- Miroslav Radoman
- Alain Hamer
- Falla N’Doye
- Ľuboš Micheľ
- Metin Tokat

## Beste Torschützen
| Platz | Spieler            | Tore |
| ----- | ------------------ | ---- |
| 1     | Steffen Iversen    | 3    |
|       | Nikos Liberopoulos | 3    |
| 3     | Emile Heskey       | 2    |
|       | Iván Pérez Muñoz   | 2    |